# Zaporożje (Kraj Kamczacki)
Zaporożje (ukr. Запорожье) – wieś (sieło) w Rosji, w Kraju Kamczackim, w rejonie ust´-bolszerieckim, na prawym (północnym) brzegu rzeki Oziornaja, naprzeciwko osiedla Oziernowskij. Obie te miejscowości łączy most drogowy przez rzekę.
Osiedleńcy z europejskiej części Imperium Rosyjskiego przybyli na ziemie u ujścia rzeki Oziornaja, nadzwyczaj bogatej w ryby łososiowe zmierzające w górę nurtu, do jeziora Kurylskiego, na początku XX wieku. Pierwsze ich szałasy stanęły w 1907 nad brzegiem Morza Ochockiego przy ujściu rzeki, dopiero po paru latach - około 1910 - przenieśli swe siedziby nieco wyżej wzdłuż rzeki, głównie na prawy jej brzeg (tam, gdzie dziś jest zlokalizowane Zaporożje), ale także częściowo na mniej sprzyjający osiedleniu brzeg lewy (tam, gdzie dziś jest Oziernowskij). Przez pierwsze lata posługiwano się różnymi nazwami zarówno na lewobrzeżne, jak i na prawobrzeżne osady: funkcjonowała m.in. nazwa Untierbiergowka, Untierbiergowskoje Zaporożje (osadnicy europejscy pochodzili początkowo głównie z Ukrainy, z okolic Chersonia i z Zaporoża; nazwa "Unterberger" i pochodne natomiast miała za zadanie uhonorować rządzącego Krajem Przyamurskim na pocz. XX wieku gubernatora Pawła Unterbergera), przy czym lokalni historycy nie są zgodni co do tego, czy nazwy te odnosiły się do osad lewo- czy prawobrzeżnych.
Ostatecznie ustalono, że znajdujące się na lewym brzegu osiedle (w latach 1948-2010 miał on status osiedla typu miejskiego) nosi nazwę Oziernowskij, natomiast znajdująca się po drugiej stronie rzeki wieś nazywa się Zaporożje.
We wsi Zaporożje (tj. na północnym brzegu rzeki) znajduje się lotnisko "Oziernowskij" (pas startowy 11/29 o wymiarach 1356 m × 60 m).